# Edward Sandström
Edward Sandström , född 4 januari 1979 i Örebro, är en svensk professionell racerförare.
Han har vunnit fem STCC-race och segrade i Porsche Carrera Cup Scandinavia 2007.
Den 17 maj 2015 tog Sandström en av sina största segrar i karriären, det prestigefyllda ADAC Zurich Nürburgring 24-timmars i en Audi R8 LMS GT3 med Team WRT. Han delade bilen och segern med Nico Müller, Christopher Mies och Laurens Vanthoor.
I december 2017 rapporterade Expressen att Sandström och Mattias Ekström startar en ny racing-serie i Sverige och Norge, GT4 Nordic European Series. Det blev dock aldrig realitet av serien.
På senare år har Sandström hoppat in som gästförare i långlopp för Audi Sport och Mercedes i bl.a. ADAC Zurich Nürburgring 24-timmars.